# 松前道廣
松前道廣（日语：〔〕／ Matsumae Michihiro，1754年2月8日—1832年7月17日），日本江戶時代中期至末期大名，松前藩第8代藩主。
松前道廣是第7代藩主松前資廣的長子，自幼文武雙全，性格浮華傲慢。1765年（明和2年）父親去世後繼任家督之職。他與一橋治濟、伊達氏、島津氏等反幕閣人物，以及尊皇派思想家高山彥九郎交友，又納吉原的遊女為妾。他的娛樂開支巨大，債臺高築，藩的財政陷入困窘之中，不得已向商人借款，數次引起幕府的注意。
道廣對阿伊努人和外國人的態度很强硬，1789年（寬政元年），東蝦夷地的阿伊努人和日本人發生衝突，阿伊努人起兵反抗松前藩，被道廣派兵鎮壓（國後目梨之戰）。1792年（寬政8年）隱居，將家督之位讓給長子松前章廣，但仍然干涉藩政。同年，阿当·拉克斯曼率領俄羅斯船隻「葉卡捷琳娜」號（Екатерина）在松前藩的根室登陸，要求通商貿易，被他拒絕。1796年（寬政8年），威廉·罗伯特·布劳顿率領英國船隻「普羅維登斯」號在松前藩沿海出沒。由於道廣在此事件中處理不當，再加上素來品行惡劣，松前氏於1807年（文化4年）被改易到梁川藩，道廣也被幕府處以謹慎（永蟄居）的處罰。直到1821年（文政5年），松前藩才得以復藩，他也被解除謹慎。
1832年（天保3年）在江戶去世，享年79歲。